# Liste der Monuments historiques in Lods
Die Liste der Monuments historiques in Lods führt die Monuments historiques in der französischen Gemeinde Lods auf.

## Liste der Immobilien
| Bezeichnung     | Beschreibung                 | Standort              | Kennzeichnung | Schutzstatus | Datum | Bild           |
| --------------- | ---------------------------- | --------------------- | ------------- | ------------ | ----- | -------------- |
| Château de Lods | Burg, ab dem 13. Jahrhundert | Rue du Château (Lage) | PA25000036    | Inscrit      | 2003  | weitere Bilder |

## Liste der Objekte
| Bezeichnung                                | Beschreibung | Standort                                  | Kennzeichnung | Schutzstatus | Datum | Bild           |
| ------------------------------------------ | --- | ----------------------------------------- | ------------- | ------------ | ----- | -------------- |
| Skulptur Madonna mit Kind                  | Holz, farbig gefasst und vergoldet, Anfang des 14. Jahrhunderts; in der Kirche St-Théodule deponiert                                                                                          | im Bildstock Notre-Dame-des-Forges (Lage) | PM25000871    | Classé       | 1975  |                |
| Wasserspeier                               | Bronze, 18. Jahrhundert; um 1990 gestohlen | am Bildstock Notre-Dame-des-Forges (Lage) | PM25002200    | Inscrit      | 1979  |                |
| Kanzel                                     | Eichenholz, 18. Jahrhundert | in der Kirche St-Théodule (Lage)          | PM25000872    | Classé       | 1979  | weitere Bilder |
| Hauptaltar                                 | Altartisch, Altaraufbau, Tabernakel, Retabel, zwei Skulpturen und drei Gemälde; Eichenholz, farbig gefasst und vergoldet, Ölfarbe auf Leinwand, bezeichnet 1769, Bildhauer Augustin Fauconnet | in der Kirche St-Théodule (Lage)          | PM25001542    | Classé       | 1991  | weitere Bilder |
| Zwei Reliquiare                            | Holz, vergoldet, 18. Jahrhundert | in der Kirche St-Théodule (Lage)          | PM25002197    | Inscrit      | 1975  |                |
| Gemälde Verzückung des heiligen Augustinus | Ölfarbe auf Leinwand, bezeichnet 1858; nach Gaspar de Crayer | in der Kirche St-Théodule (Lage)          | PM25002198    | Inscrit      | 1979  |                |
| Gemälde Heimkehr aus Ägypten               | Ölfarbe auf Leinwand, 17. Jahrhundert; nach Samson Bruley | in der Kirche St-Théodule (Lage)          | PM25002199    | Inscrit      | 1980  |                |
| Chorgestühl                                | Eichenholz, 16. Jahrhundert | in der Kirche St-Théodule (Lage)          | PM25002201    | Inscrit      | 2001  |                |
| Sechs Altarleuchter                        | Holz, vergoldet, 18. Jahrhundert | in der Kirche St-Théodule (Lage)          | PM25002202    | Inscrit      | 2001  |                |
| Gemälde Notre-Dame-Libératrice             | Ölfarbe auf Leinwand, 18. Jahrhundert | in der Kirche St-Théodule (Lage)          | PM25002203    | Inscrit      | 2001  |                |
| Beichtstuhl                                | Eichenholz, bezeichnet 1742, Bildhauer Augustin Fauconnet | in der Kirche St-Théodule (Lage)          | PM25002204    | Inscrit      | 2001  |                |
| Taufbecken                                 | Stein, Holz, 18. Jahrhundert | in der Kirche St-Théodule (Lage)          | PM25002205    | Inscrit      | 2001  |                |